# The Kominsky Method
The Kominsky Method is een Amerikaanse komische televisieserie die bedacht werd door Chuck Lorre. Op 16 november 2018 ging het eerste seizoen in première op de streamingdienst Netflix. De hoofdrollen worden vertolkt door Michael Douglas, Alan Arkin, Sarah Baker en Nancy Travis.

## Verhaal
Sandy Kominsky is een gewezen acteur die ooit succesvol was en nu acteerles geeft in Los Angeles. Net als zijn goede vriend en agent, Norman Newlander, worstelt hij met de familiale, sociale en lichamelijke problemen die met hun hoge leeftijd gepaard gaan. Tijdens zijn acteerlessen wordt de generatiekloof tussen hem en zijn jonge leerlingen meermaals duidelijk. Wanneer op een dag ook Lisa, een recent gescheiden vrouw van middelbare leeftijd, zijn acteerlessen begint te volgen, krijgt hij gevoelens voor haar.

## Rolverdeling
|                                                        |  |  |
| Hoofdrolspelers Michael Douglas (links) en Alan Arkin. |  |  |

| Acteur          | Personage        |
| --------------- | ---------------- |
| Michael Douglas | Sandy Kominsky   |
| Alan Arkin      | Norman Newlander |
| Nancy Travis    | Lisa             |
| Sarah Baker     | Mindy            |
| Graham Rogers   | Jude             |
| Emily Osment    | Theresa          |
| Lisa Edelstein  | Phoebe           |
| Susan Sullivan  | Eileen           |
| Danny DeVito    | Dr. Wexler       |
| Ann-Margret     | Diane            |

Bekende gastrollen:

Elliott Gould, Jay Leno, Patti LaBelle, Corbin Bernsen, Eddie Money, Jason Kravits, George Wyner, Willam Belli, Danny DeVito, Bob Odenkirk, Jane Seymour

## Prijzen en nominaties
| Jaar | Prijs         | Categorie                      | Genomineerde(n)               | Uitslag     |
| ---- | ------------- | ------------------------------ | ----------------------------- | ----------- |
| 2019 | Golden Globes | Beste serie (musical/komedie)  | Beste serie (musical/komedie) | Gewonnen    |
| 2019 | Golden Globes | Beste acteur (musical/komedie) | Michael Douglas               | Gewonnen    |
| 2019 | Golden Globes | Beste acteur in een bijrol     | Alan Arkin                    | Genomineerd |